# Telegestão
A telegestão é um conjunto de hardware e software que funciona acoplado à luminária do poste de iluminação e serve, entre outras coisas, para controlar de forma remota as lâmpadas, realizar medições como tensão, potência e eficiência, além de abrir caminho para diversas aplicações voltadas para a Internet das Coisas.

A parte física do dispositivo de telegestão abrange sensores para realizar as medições, interface celular embutida para se conectar à internet e uma interface Bluetooth Low Energy (BLE). Além disso, interconecta-se à luminária por meio da tomada padrão ANSI C136.41, amplamente utilizada em todos os tipos de luminárias. A outra parte do dispositivo é a utilizada para armazenar as informações das medições em cada dispositivo de telegestão. Desta forma, o acesso a cada um deles, independentemente, fornece as informações necessárias para indivíduos com acesso, sejam técnicos ou cidadãos.

Solução crescente desde 2010 com a resolução da Aneel, foi tomando espaço nas empresas de desenvolvimento de soluções e gestão da iluminação pública como aliada das Parcerias Público-Privadas (PPPs) para trazer economia e controle sobre os ativos. Principalmente no que se refere à gestão da iluminação pública, o sistema de telegestão impacta diretamente na conectividade, que é atributo fundamental para as cidades inteligentes ou smart cities, e na economia, que é um dos aspectos importantes para garantir a sustentabilidade do sistema.

## Histórico
Em 2010, com a Resolução nº 414 da Agência Nacional de Energia Elétrica (Aneel), foi determinado que, a partir de então, a responsabilidade pelo parque de iluminação pública (conjunto de todas as luminárias de um determinado local) passaria das concessionárias de distribuição de energia elétrica para as prefeituras. 

Com isso, formou-se o cenário ideal para a implantação de uma rede própria para a Internet das Coisas (IoT) e grande oportunidade para o desenvolvimento dos centros urbanos para cidades inteligentes. Apesar do conceito de smart cities abranger muito mais do que a IoT, ela pode ser considerada como um ponto chave, visto que conecta os aspectos como segurança, saúde pública, mobilidade, entre outros, que agregam na inteligência da cidade.

Uma cidade inteligente pode ser definida de várias formas, como, por exemplo, uma cidade que utiliza as tecnologias da informação e comunicação para aumentar o desempenho, reduzir custos, e engajar de forma eficiente seus cidadãos.

### Parcerias Público-Privadas (PPPs)
A Parceria público-privada é um contrato que determina o compromisso de uma empresa privada em administrar uma certa parcela ou a totalidade de uma utilidade pública que possa ser mensurada por operação e manutenção de uma obra previamente projetada, financiada e construída. As empresas, por sua vez, são pagas pelo Estado e seu desempenho é avaliado periodicamente. Alguns exemplos são para hospitais, energia elétrica, rodovias, entre outros.

No setor da iluminação pública, o surgimento e crescimento dessas parcerias impulsionou a modernização dos parques (visando uma maior eficiência energética e um menor consumo, o que traria economia para as empresas) através de novos equipamentos, lâmpadas mais eficientes (lâmpadas LED, por exemplo) e a adoção de tecnologias de gestão como softwares e dispositivos capazes de metrificar os gastos e evitar desperdícios.

## Medições
Uma parte importante do sistema de telegestão é a realização de medições precisas em tempo real de diversos aspectos das luminárias como:

### Consumo
Consegue-se mensurar o consumo real das luminárias, em vez da atual estimativa de consumo, que, segundo o artigo 24 da Resolução Aneel nº 414/2010 é de 11 horas e 52 minutos por dia. Isso se traduz em economia, uma vez que a maioria dos municípios brasileiros possui média bastante inferior a este número.

### Corrente
A medição de corrente serve basicamente para indicar se há ou não passagem de corrente elétrica pelo dispositivo para acender a lâmpada. Se não houver, um sinal automatizado é enviado para o servidor, onde fica registrado uma ocorrência de possíveis problemas com a rede elétrica ou com o próprio dispositivo.

### Qualidade técnica da lâmpada
Os fatores observados aqui são, por exemplo, a potência da lâmpada, para que fique registrado no sistema a capacidade de iluminação, além de qual tipo de lâmpada está sendo utilizada na luminária. Além dessa característica, analisa-se também a geração de calor por parte da lâmpada e eficiência energética que, por definição, baseia-se na relação entre a quantidade de energia disponível para uma certa atividade e aquela efetivamente empregada.

## Aplicações IoT
Ligada às aplicações da telegestão, a Internet das Coisas (IoT) é um dos principais pontos do sistema. Por se tratar da conexão entre um conjunto de dispositivos com sensores através de uma rede, a Internet das Coisas funciona de forma inteligente devido às suas funcionalidades. Ela é uma extensão da internet atual e propicia controlar de forma remota objetos rotineiros como liquidificadores, lâmpadas e outros eletroeletrônicos, além de equipamentos industriais e urbanos de maior porte, através de diversos protocolos de IoT.

## Funcionamento na gestão de iluminação pública
Atualmente, as luminárias dos pontos de iluminação pública funcionam, em sua maioria, com relés fotovoltaicos. Eles funcionam na identificação da luminosidade e, conforme o caso, acendem ou apagam as lâmpadas através do acionamento de reatores.

O dispositivo da telegestão funciona substituindo esses relés. Ele permite controlar e agendar o acendimento das luminárias em horários programados, além da dimerização, que controla a intensidade das lâmpadas para maior economia de energia.

### Conectividade
Todos os dispositivos de telegestão, na iluminação pública, funcionam como pontos de uma rede mesh, em que cada poste se transforma num ponto de acesso para o cidadão e num “multiplicador” do alcance da rede como um todo.
O diferencial desse tipo de rede é a possibilidade de diversos “caminhos” para a informação passar. Isto se traduz quando ocorre algum tipo de problema com algum dos pontos e a informação é rapidamente redirecionada e a rede continua a operar de forma coesa.

### Economia
Através da utilização do dispositivo da telegestão aliado com um software de gestão da iluminação, uma cidade é capaz de conseguir economizar até 79% no consumo de energia. Porém, todos os benefícios do dispositivo na economia só serão totalmente percebidos com as lâmpadas LED, que possibilitam também a dimerização.

Não só isso, em uma cidade sem o sistema de telegestão, a identificação de pontos defeituosos ou de manutenções é feita pelo próprio cidadão, fazendo-se necessária a criação de um call center especializado para receber as reclamações. Outra forma de identificação desses problemas é com a realização de rondas por toda a cidade, o que onera em valores de combustível e manutenção de veículos.

Já com a telegestão, esses custos são mitigados, visto que o próprio conceito do sistema é a identificação automática de quaisquer defeitos e/ou problemas nas luminárias de forma remota, sem a necessidade de rondas e, eventualmente, até a previsão do momento da falha para a realização da manutenção preventiva.

### LED
O Light Emitting Diode (LED) ou Diodo emissor de luz é uma tecnologia que se caracteriza pela não emissão de calor nem de gases nocivos como o dióxido de carbono, que é um dos principais causadores do efeito estufa.
Apesar de funcionar em qualquer luminária com qualquer tipo de lâmpada, das mais modernas às mais antigas, a telegestão fornece a totalidade dos seus benefícios e funcionalidades quando combinadas com as lâmpadas LED.

### Dimerização
A dimerização é a regulação de forma gradual do nível de luminosidade através de equipamentos programados anteriormente ou gerenciamento remoto, principalmente os dimmers. O interruptor dimmer é um componente que permite ajustar de 0 a 100% o nível de luminosidade de forma simples, como, por exemplo, através de um botão ou alavanca.

## Aplicabilidade dos sensores para serviços IoT
Segundo o mercado atual, existem dois tipos de tecnologias de telegestão: aquelas que se limitam puramente à gestão da iluminação pública e aquelas que utilizam a comunicação fechada e possibilitam a agregação de outras aplicações da internet das coisas.

Nota-se que, apesar de ser mais abrangente que a primeira, a segunda tecnologia ainda limita-se a agregar somente serviços da mesma marca que a dos dispositivos de telegestão, o que pode ser um obstáculo na implantação em grande escala. Por isso, faz-se necessária a adoção de protocolos de comunicação que atendam tanto às necessidades do sistema de telegestão de iluminação pública quanto de outras aplicações IoT.

### Protocolos IoT
Protocolos de comunicação, na computação, são convenções, ou seja, linguagens através das quais dois ou mais dispositivos diferentes conseguem trocar informações. No que se refere à Internet das Coisas (IoT), essa intercomunicabilidade é muito importante para a viabilidade econômica e sustentabilidade do sistema nas cidades inteligentes.

Por isso é tão importante a adoção de protocolos que se “compreendam”, como ocorre com a rede Wi-SUN da Wi-SUN Alliance, associação sem fins lucrativos das principais empresas do setor, que se dedica à certificação, padronização e testes de soluções sem fio interoperáveis de Wi-SUN.

### Wi-SUN
Este protocolo é diferente dos tradicionais Wi-Fi e Bluetooth, apesar de ser complementar, pois trabalha basicamente com redes mesh, que trabalham com múltiplos roteadores conectados à internet e entre si. O ponto principal desse tipo de rede é que pode ser utilizado em áreas grandes como cidades inteiras, sem diminuição da potência do sinal. Isso acontece pois cada dispositivo conectado à rede possui um software integrado que cuida do gerenciamento e o “transforma” em um roteador principal.

Na prática, o Wi-SUN funciona elencando em camadas as informações, deixando ordens e interpretações mais complexas para dispositivos conectados à rede que consigam fazer esse trabalho, ou seja, a “camada” mais básica do Wi-SUN somente identifica qual “língua” o dispositivo está falando e direciona para as outras camadas que tratarão da decodificação da informação com mais profundidade. Isto é vantajoso pois faz com que todos os dispositivos, independentemente de quais sejam, possam ser conectados à mesma rede, de forma ideal, e receber/executar comandos sem problemas de compatibilidade.

## Inovação tecnológica
Nos últimos anos, o Centro de Pesquisa e Desenvolvimento em Telecomunicações (CPqD) e o Grupo Exati, empresa de tecnologia que atua no desenvolvimento de soluções para o segmento de gestão da iluminação pública, juntaram-se com os recursos da Empresa Brasileira de Pesquisa e Inovação Industrial (Embrapii) e desenvolveram um dispositivo de telegestão que visa sanar todas as dificuldades do mercado atual.

As inovações presentes no dispositivo desenvolvido destacam-se pela independência, ou seja, ele pode ser utilizado independente da tecnologia de iluminação (LED, vapor de sódio ou outra). Outras características importantes como a compatibilidade com Wi-SUN, presença de interface celular para conexão com a rede, integração com a plataforma IoT e a adição de uma interface Bluetooth Low Energy (BLE). Com essa interface, cada ponto torna-se um gateway para os sensores.